# Atlantide
Atlantide és una pel·lícula del 2021 dirigida per Yuri Ancarani. Es tracta d'una coproducció italiana, francesa i estatunidenca. S'ha subtitulat al català.
Després de ser estrenada al 78è Festival Internacional de Cinema de Venècia, es va estrenar als cinemes italians a partir del 22 de novembre de 2021. Va ser nominada al David di Donatello de 2022 com a millor documental.

## Sinopsi
En Daniele és un noi de 24 anys que viu a Sant'Erasmo, una illa rural de la llacuna de Venècia. Es troba sol i marginat pels seus companys, amb qui, però, comparteix el culte al barchino i el desig obsessiu de tenir el vehicle més ràpid i potent.

## Producció

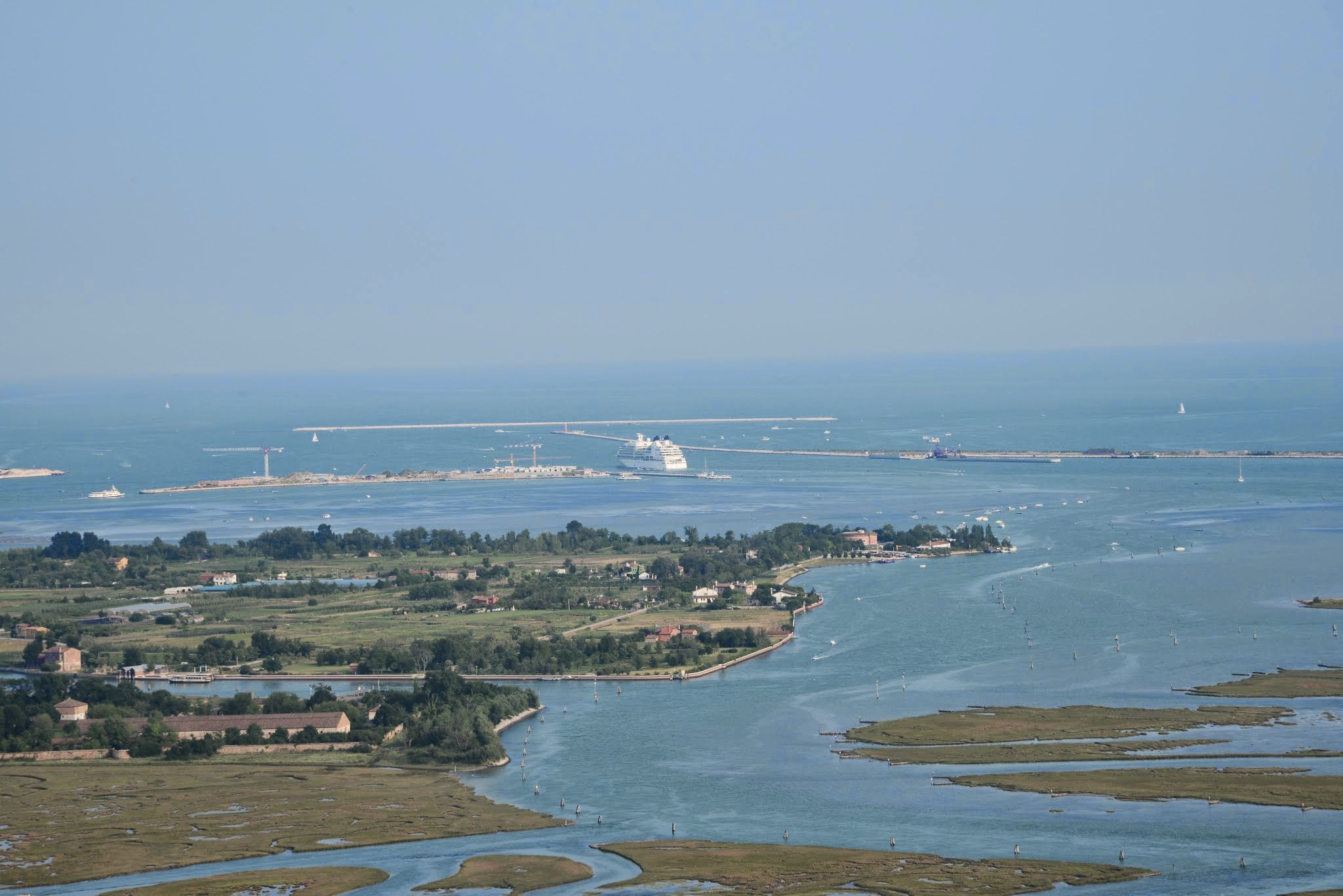
Sant'Erasmo és una de les principals localitzacions de la pel·lícula, així com l'illa on viu el protagonista Daniele.

La pel·lícula va ser produïda principalment per les companyies italianes Dugong Films i Rai Cinema, la francesa Luxbox i l'estatunidenca Unbranded Pictures. També va ser coproduïda per Mirfilm i Alebrije Producciones i va comptar amb el suport del Ministeri de Cultura, Eurimages, la regió d'Emília-Romanya, CNC i Doha Film Institute.